# غوسي سيدلوسكي
غوسي سيدلوسكي (بالمقدونية: Гоце Седлоски) ولد 10 أبريل 1974 في غوليمو كونجاري بالقرب من بريليب. هو لاعب كرة قدم مقدوني متقاعد يدرب حالياً الفريق المقدوني.

## إحصاءات
إحصاءات حول مشاركته مع منتخب مقدونيا لكرة القدم:
| منتخب مقدونيا لكرة القدم | منتخب مقدونيا لكرة القدم | منتخب مقدونيا لكرة القدم |
| السنة                    | Apps                     | الأهداف                  |
| ------------------------ | ------------------------ | ------------------------ |
| 1996                     | 7                        | 0                        |
| 1997                     | 6                        | 0                        |
| 1998                     | 5                        | 0                        |
| 1999                     | 3                        | 0                        |
| 2000                     | 7                        | 0                        |
| 2001                     | 5                        | 0                        |
| 2002                     | 7                        | 1                        |
| 2003                     | 9                        | 2                        |
| 2004                     | 9                        | 1                        |
| 2005                     | 7                        | 0                        |
| 2006                     | 8                        | 1                        |
| 2007                     | 8                        | 2                        |
| 2008                     | 7                        | 0                        |
| 2009                     | 10                       | 1                        |
| 2010                     | 2                        | 0                        |
| مجموع                    | 100                      | 8                        |

## روابط خارجية
- غوسي سيدلوسكي على موقع الاتحاد الدولي (مؤرشف)  (الإنجليزية)
- غوسي سيدلوسكي على موقع الاتحاد الأوربي (الإنجليزية)
- غوسي سيدلوسكي على موقع اتحاد تركيا (لاعب) (الإنجليزية)
- غوسي سيدلوسكي على موقع رابطة كرة القدم اليابانية للمحترفين (اليابانية)
- غوسي سيدلوسكي على موقع قاعدة بيانات كرة القدم.إي يو (الإنجليزية)
- غوسي سيدلوسكي على موقع ناشيونال فوتبول تيمز (الإنجليزية)
- غوسي سيدلوسكي على موقع Soccerbase.com (لاعب) (الإنجليزية)
- غوسي سيدلوسكي على موقع Soccerway.com (الإنجليزية)
- غوسي سيدلوسكي على موقع عالم كرة القدم.نت (الإنجليزية)
- Career history at Weltfussball.de (بالألمانية)

- Profile at Macedonian Football